# Československá basketbalová liga 1951
La Československá basketbalová liga 1951 è stata la 23ª edizione del massimo campionato cecoslovacco di pallacanestro maschile. La vittoria finale è stata ad appannaggio dello Spartak ZJŠ Brno.

## Risultati

### Stagione regolare
|    | Squadra             | G | V | P | PF  | PS  | Pt. | Qualificazione |
| -- | ------------------- | - | - | - | --- | --- | --- | -------------- |
| 1. | Spartak ZJŠ Brno    | 7 | 6 | 1 | 401 | 299 | 12  |                |
| 2. | Sparta ČKD Sokolovo | 7 | 6 | 1 | 381 | 274 | 12  |                |
| 3. | Sokol Žižkov        | 7 | 5 | 2 | 373 | 369 | 10  |                |
| 4. | ATK Praga           | 7 | 4 | 3 | 360 | 283 | 8   |                |
| 5. | Zbrojovka Brno II   | 7 | 4 | 3 | 304 | 353 | 8   |                |
| 6. | Dynamo Slavia Praga | 7 | 1 | 6 | 304 | 361 | 2   |                |
| 7. | Dynamo Košice       | 7 | 1 | 6 | 327 | 406 | 2   |                |
| 8. | Sokol Bratislava    | 7 | 1 | 6 | 370 | 441 | 2   |                |

| Československá basketbalová liga 1951 |
| ------------------------------------- |
| Spartak ZJŠ Brno 7º titolo            |

## Formazione vincitrice
| N° | Naz.                      | Ruolo | Sportivo          |  | Alt. |  |
| -- | ------------------------- | ----- | ----------------- |  | ---- |  |
|    | Cecoslovacchia (bandiera) |       | Ivan Mrázek       |  | 171  |  |
|    | Cecoslovacchia (bandiera) |       | Jan Kozák         |  |      |  |
|    | Cecoslovacchia (bandiera) |       | Luboš Kolář       |  |      |  |
|    | Cecoslovacchia (bandiera) |       | Radoslav Sís      |  |      |  |
|    | Cecoslovacchia (bandiera) |       | Miloš Nebuchla    |  |      |  |
|    | Cecoslovacchia (bandiera) |       | Stanislav Vykydal |  | 171  |  |
|    | Cecoslovacchia (bandiera) |       | Miroslav Dostál   |  |      |  |
|    | Cecoslovacchia (bandiera) |       | Helan             |  |      |  |
|    | Cecoslovacchia (bandiera) |       | Šimáček           |  |      |  |
|    | Cecoslovacchia (bandiera) |       | Grulich           |  |      |  |
|    | Cecoslovacchia (bandiera) | All.  | L. Polcar         |  |      |  |

## Fonti
- Ing. Pavel Šimák: Historie československého basketbalu v číslech (1932-1985), Basketbalový svaz ÚV ČSTV, květen 1985, 174 stran
- Ing. Pavel Šimák: Historie československého basketbalu v číslech, II. část (1985-1992), Česká a slovenská basketbalová federace, březen 1993, 130 stran
- Juraj Gacík: Kronika československého a slovenského basketbalu (1919-1993), (1993-2000), vydáno 2000, 1. vyd, slovensky, BADEM, Žilina, 943 stran
- Jakub Bažant, Jiří Závozda: Nebáli se své odvahy, Československý basketbal v příbězích a faktech, 1. díl (1897-1993), 2014, Olympia, 464 stran